# جزیره فلاکستادویا
جزیره فلاکستادویا نروژی(به نروژی: Flakstadøya) یک جزیره در مجمع‌الجزایر لوفوتن در نوردلند شهرستان، نروژ است.